# Album discografico

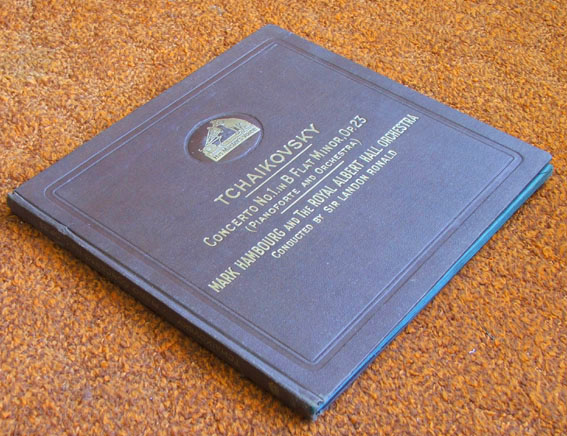
Le confezioni in cui venivano venduti i primi album discografici potevano essere scambiate per raccolte di fotografie, da cui ha avuto origine il nome "album"

Un album discografico, generalmente definito semplicemente come album, è una raccolta di registrazioni audio (per esempio musica) emessa su un mezzo come compact disc, disco in vinile, nastro audio (come lo Stereo8 o la audiocassetta) oppure in digitale. Gli album di registrazioni sonore sono stati sviluppati all'inizio del XX secolo come singoli dischi a 78 giri raccolti in un libro rilegato che ricordava un album fotografico. Questo formato si è evoluto dopo il 1948 in dischi più lunghi riprodotti a 33+1⁄3 rpm e in seguito chiamato long playing. Comunemente l'album, preso in senso di "album in studio" e non solo come raccolta di registrazioni, differisce dall'EP per la durata superiore ai 25 minuti e per il numero di brani, superiore ai 6.
L'album era la forma dominante di espressione e consumo della musicale registrata dalla fine degli anni '60 all'inizio del 21º secolo, tanto che nel mondo musicale questo periodo passò alla storia come the album era (L'era dell'album). Gli LP in vinile sono stampati ancora oggi, sebbene le vendite degli album nel 21º secolo si siano concentrate principalmente su formati CD e MP3. Il nastro a 8 tracce (Stereo 8) fu il primo formato di nastro ampiamente usato insieme al vinile dal 1965 fino a quando non fu eliminato nel 1983, essendo gradualmente soppiantato dal nastro a cassetta negli anni '70 e all'inizio degli anni '80; La popolarità della cassetta aveva raggiunto il suo picco alla fine degli anni '80 prima di decrementare fortemente le vendite negli anni '90. Salvo una limitata cerchia di appassionati, la cassetta scomparve entro il primo decennio degli anni 2000.
La maggior parte degli album vengono registrati in uno studio, sebbene possano anche essere registrati in una sala da concerto, a casa, sul campo o in molti altri luoghi. Il periodo di tempo per la registrazione completa di un album varia da poche ore a diversi anni. Questo processo di solito richiede diverse riprese con parti diverse registrate separatamente e poi riunite o "mixate" insieme. Le registrazioni eseguite in una sola ripresa senza sovraincisioni sono chiamate "live", anche se eseguite in studio. Gli studi sono costruiti per assorbire il suono, eliminando il riverbero e per assistere nel mixaggio di riprese diverse; altri luoghi, come le sale da concerto e alcune "stanze dal vivo", hanno un riverbero tale da creare un suono "dal vivo". Le registrazioni, anche dal vivo, possono contenere editing, effetti sonori, regolazioni vocali, ecc. Con la moderna tecnologia di registrazione, gli artisti possono essere registrati in stanze separate o in momenti separati mentre ascoltano le altre parti utilizzando le cuffie; con ciascuna parte registrata in una traccia separata.
Le copertine degli album e le note di copertina vengono utilizzate come l'analisi delle registrazioni, delle liriche musicali o libretti. Storicamente, il termine "album" veniva applicato a una raccolta di vari elementi ospitati in formato libro. Nell'uso musicale, la parola era usata per raccolte di brevi brani di musica stampata, agli albori della popular music, all'inizio del XIX secolo. Successivamente, raccolte di dischi a 78 giri furono raggruppate in album simili a libri (un lato di un disco a 78 giri poteva contenere solo circa 3,5 minuti di suono). Quando furono introdotti i dischi LP, una raccolta di brani o canzoni su un singolo disco veniva analogamente chiamata "album"; la parola fu estesa ad altri supporti di registrazione come compact disc, MiniDisc, audiocassette compatte, nastri a 8 tracce e album digitali man mano che nuovi formati furono introdotti.

## Storia

### Terminologia
Un album (dal latino albus, bianco), nell'antica Roma, era una tavola con il gesso o dipinta di bianco, sulla quale erano iscritti in nero decreti, editti e altri avvisi pubblici. Fu da questo che in epoca medievale e moderna, il termine "album" finì per denotare un libro di pagine bianche in cui sono raccolti versi, autografi, schizzi, fotografie e simili. Se il termine album era già utilizzato per riferirsi a quelle pubblicazioni delò'inizio del XIX secolo che racchiudevano spartiti di più composizioni musicali, la trasmigrazione del termine dalla carta stampata ai supporti fonografici fu dovuta proprio la forma a libro tipica delle prime raccolte di 78 giri che portò al significato moderno di un "album" come raccolta di più registrazioni audio raccolte in un unico elemento.
All'inizio del XIX secolo, il termine "album" veniva usato occasionalmente nei titoli di alcuni set di musica classica, come in Album per la gioventù Opus 68, di Robert Schumann, che era un set di 43 brevi brani.

### I primi esperimenti di album discografici
Con l'avvento dei dischi a 78 giri all'inizio del 1900, il tipico disco da 10 pollici poteva contenere solo circa tre minuti di suono per lato, quindi quasi tutte le registrazioni popolari erano limitate a circa tre minuti di lunghezza. La musica classica e di registrazioni vocali venivano generalmente pubblicate sui più lunghi 78 giri da 12 pollici che riuscivano a contenere circa 4-5 minuti per lato. Per esempio, nel 1924, George Gershwin registrò una versione drasticamente ridotta della sua nuova composizione di diciassette minuti Rhapsody in Blue con Paul Whiteman e la sua orchestra. La registrazione venne pubblicata su entrambi i lati di un unico disco, Victor 55225 e durò 8 minuti e 59 secondi.
Il primo uso registrato della parola "album" risale alla pubblicazione, nell'aprile del 1909, della suite in quattro parti di Lo schiaccianoci di Čajkovskij suonato da Mark Hambourg e dalla Royal Albert Hall Orchestra diretta da Sir Landon Ronald da parte della Odeon Records, per il prezzo di 16 scellini (circa 75 euro al cambio del 2005). Andava a 78 giri al minuto e si riproduceva al fonografo. Nel 1910, sebbene alcune case discografiche europee avessero pubblicato album completi e altre opere, la pratica non fu ampiamente adottata dalle case discografiche americane fino agli anni '20.
Intorno al 1910, raccolte rilegate di buste vuote con copertina in cartone o pelle, simile a un album fotografico, venivano vendute come album di dischi che i clienti potevano utilizzare per conservare i propri dischi (il termine "album di dischi" era stampato su alcune di queste copertine). Questi album erano disponibili sia nel formato da 10 pollici che da 12 pollici. Le copertine di questi libri rilegati erano più larghe e più alte dei dischi all'interno, consentendo di posizionare l'album dei dischi su uno scaffale in posizione verticale, come un libro, sospendendo i fragili dischi sopra lo scaffale e proteggendoli. Negli anni '30, le case discografiche iniziarono a pubblicare raccolte di dischi a 78 giri di un artista o di un tipo di musica in album appositamente assemblati, con illustrazioni sulla copertina e note di copertina sul retro o all'interno della copertina. La maggior parte degli album includevano tre o quattro dischi, con due facciate ciascuno, per un totale di sei o otto composizioni per album.
Verso la metà degli anni '30 le case discografiche avevano adottato il formato album per selezioni di musica classica più lunghe dei circa otto minuti su due lati di un classico disco da 12 pollici a 78 giri. Inizialmente le copertine erano semplici, con il nome della selezione e dell'esecutore in caratteri piccoli. Nel 1938 la Columbia Records assunse il primo grafico del settore per progettare le copertine, presto ne seguirono altri e le copertine colorate degli album divennero un'importante caratteristica di vendita. Verso la fine degli anni '30, le case discografiche iniziarono a pubblicare album di musica popolare con registrazioni già pubblicate in precedenza in album organizzati per artista, cantante o gruppo musicale, o per tipo di musica (boogie-woogie, eccetera).

### I primi anni degli album su LP
Quando la Columbia introdusse il formato disco Long Playing nel 1948, era naturale che il termine album persistesse. La Columbia si aspettava che la distinzione delle dimensioni dei dischi nei 78 giri sarebbe continuata, con la musica classica su dischi da 12 pollici, la popular music su dischi da 10 pollici e i singoli su dischi da 78 giri. Il primo LP da 10 pollici popolare della Columbia fu infatti il primo album di Frank Sinatra, The Voice of Frank Sinatra, composto da quattro dischi e otto canzoni, originariamente pubblicato nel 1946.
L'introduzione da parte della RCA più tardi nel 1948 del formato più piccolo a 45 giri interruppe le aspettative della Columbia. Verso la metà degli anni '50, i 45 giri dominavano il mercato dei singoli e gli LP da 12 pollici dominavano il mercato degli album e sia i 78 giri che gli LP da 10 pollici andarono fuori produzione. Negli anni '50 gli album di musica popolare furono pubblicati anche su 45 giri, venduti in piccoli album "gate-fold" rivestiti di carta pesante con più dischi nelle maniche o nelle maniche in piccole scatole. Questo formato scomparve intorno al 1960. "The Voice" di Sinatra fu pubblicato nel 1952 su due 45 giri estesi, con due canzoni su ciascun lato, in entrambe le confezioni .
Il disco LP da 10 e 12 pollici (Long Playing), o disco in vinile con microsolco da 33+1⁄3 giri, è un formato di disco per grammofono introdotto dalla Columbia Records nel 1948. Un singolo disco LP spesso aveva un numero simile di brani di un tipico album a 78 giri, e fu adottato dall'industria discografica come formato standard per l'"album". A parte miglioramenti relativamente minori e l'importante aggiunta successiva della funzionalità audio stereofonico, l'LP è rimasto il formato standard per gli album in vinile.
Il termine "album" è stato esteso ad altri supporti di registrazione come EP, nastri a otto tracce, audiocassette, compact disc, MiniDisc e album digitali, non appena sono stati introdotti. Come parte di una tendenza allo spostamento delle vendite nell'industria musicale, alcuni osservatori ritengono che l'inizio del 21º secolo abbia vissuto la morte dell'album.

## Caratteristiche
L'origine di un album e la decisione dei brani da includere può avvenire secondo diverse modalità: la decisione può essere presa dallo stesso autore oppure l'idea di raggruppare più brani può partire dal discografico; la raccolta può avere una sua unità artistica oppure può costituire solo una semplice compilation di brani; può contenere brani nuovi, appositamente creati per tale album, oppure può contenere brani già pubblicati. In alcuni casi uno stesso album può essere riproposto alla vendita sotto un'altra forma o titolo. Per incentivare il riacquisto vengono spesso aggiunti dei nuovi brani, che nel gergo comune vengono identificati come bonus track, tuttavia questa cosa non è di uso comune in Italia, infatti si usa molto poco.
A seconda del numero di copie di un album vendute, l'industria discografica ha ideato dei premi, denominati disco d'oro, disco d'argento, disco di platino assegnati all'autore dell'opera.

## Tipologie

### Album in studio
Con il termine di album in studio (oppure, in inglese, full-length), si intende una produzione discografica di durata "normale" (superiore quindi a quella dell'EP) contenente esclusivamente brani inediti incisi in sala di registrazione, oppure di canzoni già pubblicate (salvo alcune eccezioni solitamente note come bonus track che comunque devono essere una ristretta minoranza). L'album in studio o full length è frequentemente citato in contrapposizione, per quanto riguarda la durata, ai supporti di durata più breve (EP e singoli) e, per quanto riguarda il contenuto, agli album dal vivo, alle compilation e agli split.
Tuttavia la dicitura full-length si riferisce anche a un singolo brano nella sua versione integrale o completa, privo cioè di eventuali tagli effettuati per realizzare le versioni radio edit o single edit.

### Album di cover
Un album in studio contenente esclusivamente cover viene solitamente chiamato album di cover (cover album, in inglese). Gli album di cover contengono brani di uno stesso artista reinterpretati da un gruppo di diversi artisti, o viceversa (brani di diversi artisti reinterpretati da un solo artista). Gli album di cover di un unico artista eseguite da più artisti o gruppi, prendono il nome di album tributo (tribute album, in inglese) o compilation tributo.

### Album dal vivo
Un album dal vivo (live album, in inglese) è un album registrato durante una o più esecuzioni dal vivo di un gruppo, cantante o orchestra musicale. Questo tipo di album costituisce solitamente una raccolta dei brani più significativi in un determinato periodo dell'autore.

### Album di remix
Un album di remix è solitamente un album contenente esclusivamente remix o rifacimenti di canzoni già pubblicate precedentemente da un artista. Uno dei primi album di remix fu Aerial Pandemonium Ballet di Harry Nilsson, pubblicato nel 1971 e contenente nuove registrazioni delle canzoni contenute nei suoi precedenti album Everybody's Talkin e The Point!.
L'album di remix più venduto nella storia è Blood on the Dance Floor: HIStory in the Mix del cantante statunitense Michael Jackson.

### Raccolta e compilation
Una raccolta o compilation è un album discografico composto da brani già pubblicati di uno o più artisti, solitamente estratti da pubblicazioni precedenti e raggruppati in un unico disco. Le tracce sono normalmente selezionate per motivi stilistici, tematici o di successo. Per convenzione in italiano si utilizza il termine compilation solamente per le raccolte di più artisti, solitamente con un brano a testa, mentre per gli album antologici di un solo artista si utilizza il termine raccolta. Nel caso di compilation di cover di un medesimo artista si usa il termine album tributo (tribute album in inglese) o compilation tributo.

### Split
Uno split è un album, un EP o un singolo, suddiviso tra due o più artisti differenti. Solitamente si parla di split fino a un massimo di tre o quattro artisti, sopra si parla di compilation. Normalmente gli split su vinile sono suddivisi un lato per ogni artista o comunque le tracce vengono raggruppate consecutivamente per artista.

### Album doppio
Un album doppio è un album discografico che comprende due unità del mezzo principale con quale è venduto, tipicamente dischi in vinile o compact disc.

## Formati
È possibile reperire un album discografico in numerosi formati, tra i quali:
- Compact disc
- Digital Audio Tape
- Disco in vinile (LP o 10", molto più raramente in cofanetto da 7")
- Minidisc
- Musica digitale (mp3, wav, flac eccetera)
- Musicassetta
- Reel to reel
- Stereo8
- Super Audio CD

## Record
- L'album più venduto di tutti i tempi è Thriller del 1982 di Michael Jackson, che ha venduto più di 110 milioni di copie certificate in tutto il mondo.[18]
- L'album con il titolo più lungo è The Boy Bands Have Won, and All the Copyists and the Tribute Bands and the TV Talent Show Producers Have Won, If We Allow Our Culture to Be Shaped by Mimicry, Whether from Lack of Ideas or From Exaggerated Respect. You Should Never Try to Freeze Culture. What You Can Do Is Recycle That Culture. Take Your Older Brother's Hand-Me-Down Jacket and Re-Style It, Re-Fashion It to the Point Where It Becomes Your Own. But Don't Just Regurgitate Creative History, or Hold Art and Music and Literature as Fixed, Untouchable and Kept Under Glass. The People Who Try to 'Guard' Any Particular Form of Music Are, Like the Copyists and Manufactured Bands, Doing It the Worst Disservice, Because the Only Thing That You Can Do to Music That Will Damage It Is Not Change It, Not Make It Your Own. Because Then It Dies, Then It's Over, Then It's Done, and the Boy Bands Have Won' (156 parole, 876 caratteri) del gruppo anarcho punk dei Chumbawamba del 2008. L'album è chiamato semplicemente The Boy Bands Have Won.[19]